# Rufus Sewell
Rufus Sewell (født 29. oktober 1967 i London) er en engelsk skuespiller.
Sewell er kendt fra film som The Woodlanders, Dangerous Beauty, Dark City, A Knight's Tale, The Illusionist og dramafilmen Tristan & Isolde.
Han havde hovedrollen i tv-serien fra 2015, om den britiske dronning Victoria; Rufus Sewell spillede den britiske statsminister, Lord Melbourne, dronningens nære ven og charmerende rådgiver i Victorias tidligste år som britisk monark. På TV, har Sewell tidligere medvirket i mini-serien Jordens Søjler (The Pillars of the Earth) fra 2010. I 2003 dukkede han op i hovedrollen i Charles II: The Power and The Passion. Han medvirkede i dramaserien Eleventh Hour på CBS som blev aflyst i april 2009. Sewell optrådte også i miniserien John Adams på HBO, der han spillede rollen som Alexander Hamilton. Sewell havde en lille rolle i filmen The Tourist, hvor Angelina Jolie og Johnny Depp havde hovedrollenre.

## Privatliv
Sewell har vært gift to gange. Hans første kone var den australske journalist Yasmin Abdallah;. De giftede sig i 1999 og blev skilt et par måneder senere. Sewell og hans anden kone, Amy Gardner, som han giftede sig med i 2004, har en søn, William Douglas Sewell, født 18. marts 2002, sammen. De er siden blevet skilt.

## Filmografi

### Film
| År   | Titel                                   | Rolle                | Noter                    |
| ---- | --------------------------------------- | -------------------- | ------------------------ |
| 1991 | Twenty-One                              | Bobby                |                          |
| 1993 | Dirty Weekend                           | Tim                  |                          |
| 1994 | A Man of No Importance                  | Robbie Fay           |                          |
| 1995 | Carrington                              | Mark Gertler         |                          |
| 1995 | Cold Comfort Farm                       | Seth Starkadder      |                          |
| 1996 | Hamlet                                  | Fortinbras           |                          |
| 1996 | Victory                                 | Martin Ricardo       |                          |
| 1997 | The Woodlanders                         | Giles Winterbourne   |                          |
| 1998 | Dangerous Beauty                        | Marco Venier         |                          |
| 1998 | Dark City                               | John Murdoch         |                          |
| 1998 | The Very Thought of You                 | Frank                |                          |
| 1998 | Illuminata                              | Dominique            |                          |
| 1998 | At Sachem Farm                          | Ross                 |                          |
| 1999 | In a Savage Land                        | Mick Carpenter       |                          |
| 1999 | Martha, Meet Frank, Daniel and Laurence | Frank                |                          |
| 2000 | Bless the Child                         | Eric Stark           |                          |
| 2001 | A Knight's Tale                         | Count Adhemar        |                          |
| 2002 | Extreme Ops                             | Ian                  |                          |
| 2003 | Victoria Station                        | The cabbie           | short film               |
| 2005 | The Legend of Zorro                     | Count Armand         |                          |
| 2006 | Tristan and Isolde                      | Marke                |                          |
| 2006 | The Illusionist                         | Crown Prince Leopold |                          |
| 2006 | Paris, je t'aime                        | William              | Segment: "Père-Lachaise" |
| 2006 | Amazing Grace                           | Thomas Clarkson      |                          |
| 2006 | The Holiday                             | Jasper Bloom         |                          |
| 2008 | Downloading Nancy                       | Albert               |                          |
| 2008 | Vinyan                                  | Paul Bellmer         |                          |
| 2010 | The Tourist                             | English man          |                          |
| 2012 | Abraham Lincoln: Vampire Hunter         | Adam                 |                          |
| 2012 | Hotel Noir                              | Felix                |                          |
| 2013 | All Things to All Men                   | Parker               |                          |
| 2013 | I'll Follow You Down                    | Gabe                 |                          |
| 2013 | The Sea                                 | Carlo Grace          |                          |
| 2014 | Hercules                                | Autolycus            |                          |
| 2014 | The Devil's Hand                        | Jacob Brown          |                          |
| 2015 | Blinky Bill the Movie                   | Sir Claude (voice)   |                          |
| 2016 | Gods of Egypt                           | Urshu                |                          |
| 2019 | Judy                                    | Sidney Luft          |                          |
| 2020 | The Father                              | Paul                 |                          |
| 2021 | Old                                     | Charles              |                          |
| 2023 | The Trouble with Jessica                | Richard              | [ 1 ]                    |
| 2024 | The Uninvited                           | Gerald               |                          |
| 2024 | Scoop                                   | Prince Andrew        |                          |

### Tv
| År      | Titel                                 | Rolle              | Noter                              |
| ------- | ------------------------------------- | ------------------ | ---------------------------------- |
| 1992    | Gone to Seed                          | Billy              | 6 episoder                         |
| 1992–94 | Screen Two                            | Mike Costain Clive | 2 episoder                         |
| 1994    | Middlemarch                           | Will Ladislaw      | 7 episoder                         |
| 1994    | Citizen Locke                         | Midshipman Clarke  | Television movie                   |
| 1995    | Cold Comfort Farm                     | Seth Starkadder    | Television film                    |
| 1995    | Performance                           | Harry Percy        | Episode: "Henry IV, Part 1"        |
| 2000    | Arabian Nights                        | Ali Baba           | Miniseries                         |
| 2001    | She Creature                          | Angus              | Television movie                   |
| 2003    | Helen of Troy                         | Agamemnon          | Miniseries                         |
| 2003    | Charles II: The Power and the Passion | Charles II         | 4 episoder                         |
| 2004    | Taste                                 | Michael Kuhleman   | Television movie                   |
| 2005    | ShakespeaRe-Told                      | Petruchio          | Episode: "The Taming of the Shrew" |
| 2006    | 9/11: Out of the Blue                 | The Man            | Television movie                   |
| 2008    | John Adams                            | Alexander Hamilton | 2 episoder                         |
| 2008–09 | Eleventh Hour                         | Dr. Jacob Hood     | 18 episoder                        |
| 2010    | The Pillars of the Earth              | Tom Builder        | Miniseries                         |
| 2011    | Zen                                   | Aurelio Zen        | 3 episoder                         |
| 2012    | Parade's End                          | Reverend Duchemin  | 3 episoder                         |
| 2012    | Restless                              | Lucas Romer        | 2 episoder                         |
| 2015    | Killing Jesus                         | Caiaphas           | Television Movie                   |
| 2016    | Secret History                        | Narrator           | Episode: China's Forgotten Emperor |
| 2016–17 | Victoria                              | Lord Melbourne     | 7 episoder                         |
| 2018    | The Marvelous Mrs. Maisel             | Declan Howell      | Episode: Look, She Made a Hat      |
| 2014–19 | The Man in the High Castle            | John Smith         | 40 episoder                        |
| 2020    | The Pale Horse                        | Mark Easterbrook   | BBC1 Miniseries                    |
| 2023    | Kaleidoscope                          | Roger Salas        | Miniseries                         |
| 2023    | The Diplomat                          | Hal Wyler          | Hovedrolle                         |